# Štrbice
Štrbice je vesnice, část obce Světec v okrese Teplice. Nachází se asi 2 km na jihovýchod od Světce. Prochází zde silnice II/258. V roce 2011 zde trvale žilo 166 obyvatel.
Štrbice je také název katastrálního území o rozloze 2,78 km².

## Historie
První písemná zmínka o Štrbicích pochází z roku 1549, kdy vesnice patřila ke světeckému panství, u kterého zůstala až do zrušení patrimoniální správy. Po třicetileté válce ve vsi podle berní ruly z roku 1654 stálo třináct usedlostí, z nichž bylo osm selských.
Jádrem vesnice je jediná ulice, která se v horní části rozšiřuje do drobné návsi. Usedlosti chalupníků a domkářů se soustředily na levém břehu Štrbického potoka a později také podél silnice II/258. Ještě v první polovině devatenáctého století byla většina usedlostí dřevěná, ale z větší části byla časem nahrazena zděnými budovami. Ve druhé polovině dvacátého století se vesnice nerozvíjela, ale kromě běžných modernizačních úprav nedošlo ani k porušení rázu vsi, typického pro oblast Milešovského středohoří.

## Obyvatelstvo
Při sčítání lidu v roce 1921 zde žilo 353 obyvatel (z toho 179 mužů), z nichž bylo 138 Čechoslováků, 214 Němců a jeden cizinec. Až na šest evangelíků a 46 lidí bez vyznání se hlásili k římskokatolické církvi. Podle sčítání lidu z roku 1930 měla vesnice 358 obyvatel: 131 Čechoslováků, 225 Němců a dva cizince. Většina stále byla římskými katolíky, evangelíci byli pouze dva počet lidí bez vyznání stoupl na 63.
|                                                                 | 1869 | 1880 | 1890 | 1900 | 1910 | 1921 | 1930 | 1950 | 1961 | 1970 | 1980 | 1991 | 2001 | 2011 | 2021 |
| --------------------------------------------------------------- | ---- | ---- | ---- | ---- | ---- | ---- | ---- | ---- | ---- | ---- | ---- | ---- | ---- | ---- | ---- |
| Obyvatelé                                                       | 125  | 152  | 186  | 272  | 357  | 353  | 358  | 213  | 227  | 201  | 162  | 151  | 166  | 166  | 166  |
| Domy                                                            | 23   | 25   | 29   | 34   | 40   | 50   | 53   | 56   | —    | 50   | 51   | 57   | 60   | 65   | 67   |
| Počet domů z roku 1961 je zahrnut v domech místní části Světec. |      |      |      |      |      |      |      |      |      |      |      |      |      |      |      |

## Pamětihodnosti

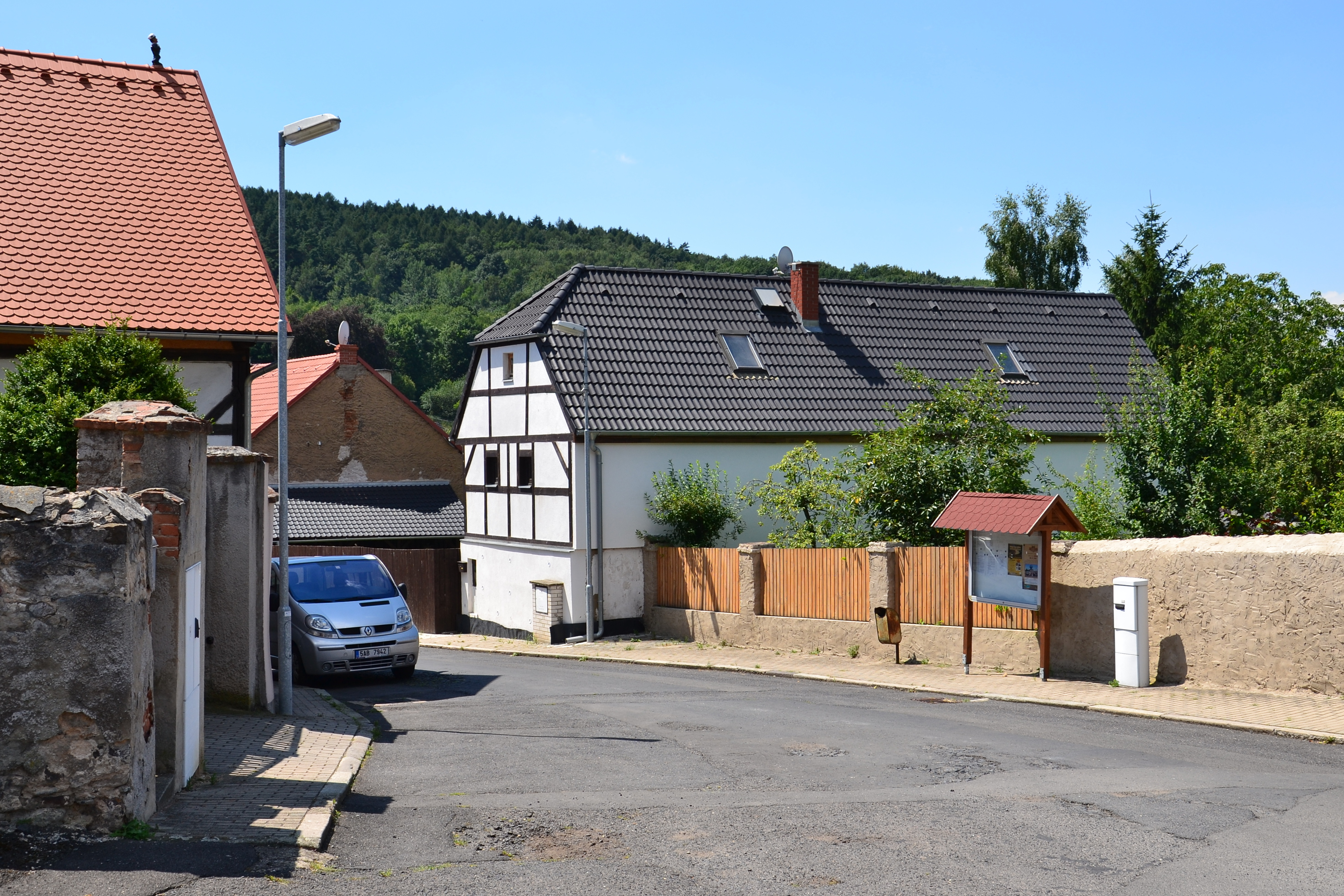
Dům čp. 16

Ve vsi stojí pět památkově chráněných usedlostí. Domy čp. 2 a 16 stojí proti sobě, mají zděné přízemí a jako poslední dva hrázděné patro. Druhý z nich má v patře zapuštěnou pavlač. Trojice domů čp. 3, 4 a 5 je postavená v klasicistním slohu. Do dvorů u čp. 3 a 4 vedou klenuté brány. Dům čp. 5 je výjimečný střechou, která přesahuje nad zápraží.
Klasicistní kaple pochází ze druhé poloviny devatenáctého století. Má obdélný půdorys a střechu krytou bobrovkami. Interiér je zaklenutý plackovou klenbou. Poblíž stojí barokní sousoší svatého Jana Nepomuckého. Sochu nese sokl se třemi volutovými konzolami a nápis na něm obsahoval letopočet 1724 nebo 1727.